# NGC 535
NGC 535 (другие обозначения — UGC 997, MCG 0-4-133, ZWG 385.124, DRCG 7-35, PGC 5282) — компактная галактика в созвездии Кит. Открыта Генрихом Луи Д'Арре в 1864 году. Дрейер в своем каталоге описал объект как «очень маленький и тусклый, первый из трех» (вторым и третьим были, предположительно, NGC 541 и NGC 543, хотя Дрейер их явно не указал).
При наблюдении NGC 535 описывается как маленькая и слегка растянутая с запада на восток, весьма яркая и особенно яркая в центре.
NGC 535 принадлежит изолированному кластеру галактик среднего размера, в центре которого находится NGC 541.
NGC 535 исследуется совместно с другими галактиками кластера спектроскопическими наблюдениями. В среднем характерно распределение звёзд спектральных классов G5. Кроме того, в спектре NGC 535 ярко выражены линии CN с длинами волн 3883 Å и 4216 Å.
Этот объект входит в число перечисленных в оригинальной редакции «Нового общего каталога».